# Grünhagen (Familienname)
Grünhagen ist ein alter Familienname in der Heidmark in der Lüneburger Heide.

## Geschichtliches
Die erste Erwähnung des Namens Grünhagen stammt aus anno 1330. Den Wohlstand der Grünhagens mehrte der Ulrich Grünhagen, der 1355 vom Klostergut Grünhagen in die Stadt Lüneburg ging und über eine Saline zu Geld kam. Einzelne Familienstämme der Grünhagen und der von Grünhagen haben eigene Wappen.
Im Landkreis Heidekreis erinnern noch heute unter anderem der Hof Obergrünhagen und der Hof Untergrünhagen an die jahrhundertealte Geschichte dieser Heidmark-Familien.

## Namensträger
- Alfred Grünhagen (1842–1912), deutscher Mediziner
- Colmar Grünhagen (1828–1911), schlesischer Landeshistoriker
- Friedrich Grünhagen (1876–1929), deutscher Politiker, Senator für Inneres der Freien Stadt Danzig
- Joachim Grünhagen (1928–2016), deutscher Schriftsteller und Lyriker, Gründer des Autorenkreises Poesie
- Michael Grünhagen, deutscher Verfassungsschutz-Oberamtsrat, siehe Schmücker-Prozess
- Wilhelm Grünhagen (1915–1993), deutscher Klassischer Archäologe